# Matija Tomc
Matija Tomc, slovenski skladatelj in duhovnik, * 25. december 1899, Kapljišče, † 8. februar 1986, Domžale.

## Življenje
Rodil se je očetu gruntarju Matiji st. in materi Mariji (rojeni Žugelj). Osnovno šolo je začel v domačem kraju, dokončal pa v Novem mestu, kjer se je pripravljal na vstop v gimnazijo. Na gimnaziji je bil njegov profesor tudi cerkveni skladatelj in organist v novomeškem kapitlju Ignacij Hladnik, ki ga je učil violino in klavir. V drugi letnik gimnazije je šel na Škofijsko klasično gimnazijo v Zavod Sv. Stanislava. Poleg šole je v Šentvidu igral violo in rog, kasneje je tudi orglal pri mašah. Leta 1920 je po maturi vstopil v bogoslovje, kjer je med drugim vodil tudi več pevskih sestavov (večji zbor, manjši zbor, oktet, kvartet in duet).
Posvečen je bil leta 1923 in je opravljal delo kaplana v Mokronogu. V Mokronogu je vodil tudi župnijski pevski zbor, ki ga je spravil na zavidljivo kvalitetno raven. Jeseni leta 1925 je bil imenovan za vzgojitelja v Zavodu Sv. Stanislava. Tudi v Šentvidu je prevzel pevski zbor. Navkljub izbranemu poklicu se je kasneje odločil za študij kompozicije in orgel na Dunaju. Po vrnitvi leta 1930 je bil profesor na Škofijski gimnaziji v Šentvidu, kasneje pa na Klasični gimnaziji v Ljubljani. Veliko veselje je imel s šolskim zborom, ki mu je sproti izvajal vse njegove nove skladbe. O značilnostih dijaškega zbora je ugotavljal: »V takih zborih manjka bleščečih tenorjev in fundamentalnih basov, s katerimi se ponašajo drugi zbori, ki imajo med člani odrasle, včasih kar priletne pevce. Dijaški zbori imajo zaseden tenor in bas z napol odraslimi fanti, ki so komaj prešli preko mutacije. Majhen zbor sestavljen iz takega materiala, ne bi imel nobene izrazne moči.« Zato je njegov zbor štel vedno vsaj 100 članov, včasih se je število pevcev dvignilo tudi do 130. Po ukinitvi gimnazije je še eno leto ostal v Ljubljani, potem pa je odšel v Domžale.
Orgle je poučeval na glasbenem konservatoriju in na Akademiji za glasbo v Ljubljani. Kot pedagog se je upokojil leta 1948 in nato opravljal dolžnosti župnika v Domžalah. To službo je zvesto opravljal do leta 1973, ko je kot zlatomašnik stopil v pokoj.

## Delo
Njegovo glasbeno delo je sila raznoliko: od maš, različnih skladb za liturgične potrebe za različne sestave od mešanih, moških, ženskih zborov, do skladb za otroške zbore. Leta 1947 je napisal opero Krst pri Savici, ki je na premierno koncertno izvedbo čakala 45 let. Od večjih del je napisal še 7 kantat, ki so pretežno cerkvenega značaja. Leta 1940 je ustvaril kantato oz. spevoigro Slovenski božič. Najpomembnejši sta Križev pot (1942) in Stara pravda (1956). Tomc se je zapisal v spomin slovenskega naroda kot zborovski skladatelj. Njegov instrumentalni opus je relativno majhen in nepomemben, če ga primerjamo z njegovim zborovskim opusom. Tomcu je od lastnih skladb bila najbližja maša Stopil bom k oltarju, ki je še danes del železnega repertoarja slovenskih cerkvenih zborov.
Napisal je več kritik in razprav o slovenski glasbi ter tudi o problemih v organistiki. Zanimivo je, da je že v letu 1931 nakazal v enem od člankov smer razvoja orglarske umetnosti, ki se kazala v oživitvi baročnih orgel. Svoje mesto na Slovenskem je t. i. orgelsko gibanje dobilo šele pred kakšnimi 20-30 leti, ko se je tudi v Sloveniji začela obnova starih, zgodovinskih orgel in gradnja novih, mehanskih orgel po baročnih načelih.